# Cotissa
Cotissa è un termine utilizzato in araldica per indicare una banda diminuita in larghezza, ma non tanto da poter essere definita bastone. Se da sola nello scudo è detta anche banda in divisa o divisa in banda.

Sbarra accostata da due cotisse trifogliate (Alsazia, Francia)
Partito d'oro e d'azzurro, alla cotissa di rosso sul tutto (Brindas, Francia)
Una sbarra accostata da due cotisse
Una croce accostata da quattro cotisse